# Félix Quinault
Henri Félix Quinault-Perrier (* 24. Juli 1906 in Saint-Maur-des-Fossés; † 4. Oktober 1989 in Saint-Bonnet-de-Chirac) war ein französischer Autorennfahrer.

## Karriere als Rennfahrer
Félix Quinault war Werksfahrer bei Tracta und startete in den 1930er-Jahren zweimal beim 24-Stunden-Rennen von Le Mans. 1933 fuhr er gemeinsam mit seinem Bruder den neunten Gesamtrang heraus. 1934 meldete Tracta-Eigentümer Jean-Albert Grégoire einen Wagen für Quinault und dessen Teamkollegen Daniel Marchand. Das Duo beendete das Rennen an der 19. Stelle der Schlusswertung.

## Statistik

### Le-Mans-Ergebnisse
| Jahr | Team                      | Fahrzeug      | Teamkollege     | Platzierung | Ausfallgrund |
| ---- | ------------------------- | ------------- | --------------- | ----------- | ------------ |
| 1933 | SA des Automobiles Tracta | Tracta Type A | Pierre Padrault | Rang 9      |              |
| 1934 | Jean-Albert Grégoire      | Tracta        | Daniel Marchand | Rang 19     |              |